# سید محمدکاظم عصار
سیّد محمّدکاظم عصّار (۱۳۰۰ هجری قمری در کاظمین - ۱۹ دی ۱۳۵۳ شمسی در تهران) روحانی شیعه برجسته و استاد گروه فلسفه دانشگاه تهران بود که متن قانون مدنی تهیه‌شده تحت نظر علی‌اکبر داور را برای حصول اطمینان از مطابقت آن با چارچوب فقه شیعه مورد بازبینی قرار داد.

## خانواده و تحصیلات
سیدمحمدکاظم عصار در سال ۱۳۰۰ هجری قمری در کاظمین به دنیا آمد. پدرش محمد حسینی لواسانی تهرانی (۱۲۶۴–۱۳۵۶هجری قمری)، فقیه و مؤلف آثار مذهبی و فلسفی از جمله تفسیر بر «شرح المنظومه» ملا هادی سبزواری بود. سیدمحمدکاظم در چهار سالگی همراه پدرش به تهران نقل مکان کرد. جد او، سیدمحمود حسینی مازندرانی الاصل بود که در لواسان به دنیا آمده بود و در تهران زندگی می‌کرد و شغل عصاری (روغن‌کشی) داشت. پدر سیدمحمدکاظم شغل عصاری را رها کرد و دروس حوزوی خواند و تا آخر عمر به تدریس و تألیف علوم اسلامی مشغول بود.
سیدمحمدکاظم تحصیلات ابتدایی را در مکتب‌خانه‌های تهران شروع کرد. دروس فارسی و تعلیم خط را در مکتب شیخ محمدعلی اصفهانی گذراند. در ۱۳۱۰ هجری قمری وارد مدرسه عبدالله‌خان شد و به مدت سه سال نزد یکی از طلاب به نام شیخ موسی، به فرا گرفتن صرف و نحو و منطق مشغول بود. از حدود ۱۰ سالگی، در دروس عمومی حوزه علمیه تهران در مدرسه مروی و مدرسه صدر حضور می‌یافت و طی شش سال سطوح فقه، اصول و کلام را گذراند و ریاضیات قدیم را نزد شیخ علی‌اکبر از مدرسان مدرسه حاج شیخ عبدالحسین فرا گرفت.
عصار در حدود ۱۵ سالگی برای استفاده از نظام نوین آموزشی، در مدرسه دارالفنون ثبت‌نام کرد و دروس رسمی دارالفنون، مخصوصاً ریاضی جدید و هیئت جدید را گذراند و به‌طور خصوصی نزد استادان ریاضی و هیئت به تحصیل پرداخت، از جمله نزد سرتیپ عبدالرزاق‌خان مهندس بغایری حساب استدلالی، جبر، مثلثات، هندسه و فیزیک را خواند و در درس میرزاعبدالغفارخان نجم‌الدوله و علیم‌الدوله به تکمیل هیئت جدید پرداخت.
از سال ۱۳۱۹ تا ۱۳۲۷ قمری به تحصیل سطوح عالی فلسفه اسلامی و عرفان نظری در حوزه تهران مشغول شد. فلسفه مشاء و از جمله کتاب شفا و شرح اشارات خواجه نصیرالدین طوسی را نزد میرزاحسن کرمانشاهی، فلسفه اشراق و اسفار اربعه، شواهد الربوبیة، مبدأ و معاد و تفسیر کبیر ملاصدرا را به مدت شش سال نزد میرشهاب‌الدین نیریزی شیرازی و فصوص‌الحکم اثر ابن عربی، مفتاح الغیب صدرالدین قونوی و تمهید القواعد صائن‌الدین ترکه را در محضر آقامیرزا هاشم اشکوری لاهیجی مازندرانی خواند. وی همچنین در ۱۸ سالگی سفری به اصفهان کرد و از درس جهانگیرخان قشقایی و ملامحمد کاشی بهره گرفت.
به دلیل علاقه عصار به نظام جدید آموزشی، عبدالرزاق‌خان مهندس (رئیس دارالفنون) در سال ۱۳۲۷ قمری از او خواست که به تبریز رفته و دانشگاه مشابهی در آنجا ایجاد کند. عصار که برای بهبود وضع اقتصادی خود نیاز داشت شغلی پیدا کند این دعوت را پذیرفت، به تبریز رفت و آنجا مشغول تدریس ریاضیات شد. اقامت او در تبریز مصادف با انقلاب مشروطه بود. محمدعلی‌شاه در تابستان سال قبل علیه حکومت مشروطه کودتا کرده بود و تبریز تبدیل به مرکز اصلی مقاومت در برابر کودتا شده بود. از سوی دیگر، نیروهای ارتش روسیه نیز مدام شهر را تهدید می‌کردند و در نهایت دست به اشغال تبریز و اعدام تعدادی از رهبران محلی مقاومت مانند ثقةالاسلام تبریزی زدند. ثقةالاسلام تبریزی یکی از دوستان عصار بود و اسفار اربعه ملاصدرا را نزد او می‌آموخت.
پس از کشته‌شدن ثقةالاسلام، عصار توانست با کمک یک بازرگان محلی تبریز را ترک کند. او به قصد تحصیل طب جدید در دانشگاه سوربن به پاریس رفت اما بخاطر شرایط مالی بدی که داشت مجبور شد به تهران برگردد. مدتی بعد، در سال ۱۳۳۱ قمری به نجف رفت تا تحصیلات سنتی خود را پی بگیرد. نخست در سامرا از درس میرزا محمدتقی شیرازی و سپس در نجف در درس شریعت اصفهانی، آقا ضیاءالدین عراقی و سید محمدکاظم طباطبایی یزدی حاضر شد. می‌گویند که در مجلس این استاد، عصار مطالبی دربارهٔ مشروطیت و فواید آن می‌گفت ولی آن استاد شوقی به این مسائل نشان نداد. سپس عصار به خدمت آقاسیداحمد واحدالعین موسوی حائری، معروف به بکاء (سید احمد کربلایی)، از خواص ملاحسینقلی همدانی رسید و مراتب و مدارج عرفان عملی را با ارشاد و راهنمایی او تکمیل کرد. عصار پس از ۱۲ سال توانست به درجه اجتهاد برسد.

## تدریس
عصار تا سال ۱۳۴۲ قمری یعنی تا پایان دولت احمدشاه قاجار، جمعاً مدت یازده سال در نجف ماند و پس از زوال سلسله قاجار و استقرار سلسله پهلوی به ایران بازگشت.
او در تهران در مدرسه‌های صدر، عبدالله‌خان و مدرسه سپهسالار به تدریس حکمت و علوم معقول مشغول شد. همچنین وی به دارالمعلمین عالی (دانشسرای عالی تربیت معلم) که پس از مدرسه حقوق و علوم سیاسی، اولین مؤسسه عالی دانشگاهی جدید ایران بود دعوت شد و به تدریس منطق و حکمت قدیم پرداخت. متن جزوه دست‌نوشت عصار در این باب یکی از متون مفید منطق و فلسفه است که در سال‌های اخیر منتشر شده است.
عصار پس از تأسیس دانشگاه تهران در سال ۱۳۱۳ شمسی، در مؤسسه وعظ و خطابه و «دانشکده علوم معقول و منقول» به سمت استاد استخدام شد. و از آغاز تأسیس این دانشکده در ۱۳۱۳ شمسی تا وقتی که به دلایل سیاسی در ۱۳۱۸ تعطیل شد، به تدریس منطق و فلسفه اشتغال داشت. او در دوره رضاشاه و در جریان متحدالشکل‌شدن لباس‌ها، از خود مقاومت نشان داد و با اینکه درآمدی جز تدریس در دانشگاه نداشت، از تدریس چشم پوشید اما تغییر لباس نداد.
در فاصله سال‌های ۱۳۱۸ تا ۱۳۲۱ شمسی که دانشکده معقول و منقول تعطیل بود، عصار در دانشکده حقوق به تدریس فقه اشتغال داشت. پس از آنکه دانشکده معقول و منقول در ۱۳۲۱ شمسی دوباره باز شد، عصار از سوی هیئت علمی دانشگاه، نامزد ریاست دانشکده شد و به اصرار رئیس دانشگاه و دیگران، چند ماه ریاست این دانشکده را پذیرفت.

## شرکت در تدوین قانون مدنی
خدمت محمدکاظم عصار به نظام آموزشی ایران، برقرارکردن آشتی میان تعلیم سنتی و مفاهیم دانش مدرن بود. رویکرد آشتی‌جویانه او در کتاب «الجمع بین الریاضیات القدیمة و الجدیدة» منعکس شده است که تلاش می‌کند بین ریاضیات قدیم و جدید آشتی برقرار کند. تلاش‌های او در این زمینه، هنگامی به اوج رسید که بنا به درخواست حکومت، در سال ۱۳۰۶ شمسی، همراه با پدر همسرش شیخ علی‌بابا فیروزکوهی و برخی علمای دیگر از جمله سید نصرالله اخوی و محسن صدر، بررسی و بازبینی پیش‌نویس قانون مدنی جدید ایران را برعهده گرفت. قانون مدنی ایران کماکان جزو یکی از بهترین متون حقوقی زبان فارسی محسوب می‌شود.

## زندگی شخصی
بنا بر گفته‌ها، زندگی شخصی عصار ساده و بی‌آلایش بود. او هرگز به دنبال کسب مقام و جایگاه عالی نبود و دانش خود را سخاوتمندانه با دیگران به اشتراک می‌گذاشت. او مردی فروتن و آرام و شوخ‌طبع بود و در عین حال حاضر نبود اصول اساسی خود را زیر پا بگذارد که یکی از شواهد آن، ردیه او بر تفسیر پدرش بر «شرح المنظومه» ملا هادی سبزواری بود. گفته شده است که عصار از وجوه شرعیه استفاده نمی‌کرده و از مرید و مرادی پرهیز داشته است.
فرزندان او، اعم از دختر و پسر، به تحصیلات جدید پرداختند. در شرایطی که قریب به اتفاق روحانیون تهران، دختران خود را از تحصیل در دبیرستان و دانشگاه منع می‌کردند، دختر عصار (به نام شمسیه) به دبیرستان شاهدخت می‌رفت. بعدها پسر عصار، سیدنصیرالدین (نصیر عصار) به عنوان عضو سیاسی (دیپلمات) وزارت امور خارجه در آلمان مأموریت یافت و شمسیه نیز به آلمان رفت.
شمسی عصار با نام هنری «شوشا گاپی» در هفده‌سالگی در دانشگاه سوربن بورسیه شد و در رشته ادبیات فرانسه شروع به تحصیل کرد. در سال ۱۳۴۰ هجری شمسی با نیکولا گاپی که کارشناس آثار هنری بود ازدواج کرد و اسم هنری «شوشا گاپی» را برای خود انتخاب کرد. علاقه توأمان او به ادبیات و موسیقی باعث شد تا به آهنگسازی و ترانه‌سرایی روی بیاورد. آلبوم‌های موسیقی محلی او در سال ۱۳۵۰ وارد بازار شد. در سال ۱۳۷۲ مستند مردمان باد را در مورد کوچ ایل بختیاری ساخت. علاقه او به فلسفه باعث شد تا در سال ۱۳۸۵ با همکاری دانشگاه تهران با موضوع غزالی، ابن‌سینا و صوفیان سه برنامه رادیویی تهیه کند. سفرنامه‌نویسی و داستان‌نویسی بخشی از فعالیت‌های او در همین سال‌هاست. وی چندین کتاب نیز نوشته است که یکی از آنها کتاب «اسب عصاری» است. شمسی عصار در این کتاب ضمن بیان خاطرات خانوادگی خویش، اشاره‌ای به وضعیت حوزه‌های عملیه در دوره کودکی خود نیز دارد.
محمدکاظم عصار سال‌ها در خیابان عین‌الدوله تهران (ایران فعلی) کوچه باغ جواهری سکونت داشت و سال ۱۳۵۳ شمسی در همان‌جا درگذشت. جسد وی در رواق ابوالفتح رازی در کنار حرم شاه عبدالعظیم دفن گردید.

## شاگردان
- نجفی مرعشی
- جلال الدین آشتیانی
- سید کریم امیری فیروزکوهی
- سید محمدتقی خوانساری
- محمدتقی دانش‌پژوه
- سید عبدالله انوار
- رضا داوری اردکانی
- سید احمد فردید
- بدیع الزمان فروزانفر
- حمید فرزام
- عبدالجواد فلاطوری
- مهدی محقق
- علی نقی منزوی
- سید مصلح الدین اصفهانی
- سید حسین نصر
- منوچهر صدوقی سها
- سید حسن امین
- محمدتقی فلسفی
- نصرالله شاه آبادی
- نورالله شاه آبادی
- جواد مناقبی

(مقدمه پاسخنامه، تصحیح احمد عابدی، ص۱۹)

## آثار
- «مجموعه آثار عصار»، به اهتمام سید جلال‌الدین آشتیانی، ناشر: انتشارات امیرکبیر، ۱۳۷۶
- رساله در برخی از مسائل الهی عام، محمدکاظم عصار، منوچهر صدوقی سها، ناشر: انجمن آثار و مفاخر فرهنگی - ۱۳۸۳
- دروس منطق و فلسفه، محمدکاظم عصار، ناشر: بوستان کتاب قم - ۱۳۸۳
- اجابة الدعا فی مسالة البداء (به زبان عربی)
- تفسیر سوره حمد (به زبان فارسی)
- تقریر دروس فقه و اصول شریعت اصفهانی، و آقا ضیاء عراقی و شرح و تعلیقاتی بر آن
- رسائل متعدد در مسائل و قواعد فقهی
- کتاب درسی «علم الحدیث» (به زبان فارسی). این کتاب به مترجمی صلاح الصاوی، به عربی ترجمه ترجمه و سید حسین نصر مقدمه فارسی بر آن دارد.
- حاشیه بر کفایة الاصول ملامحمد کاظم خراسانی
- حاشیه بر رسائل شیخ انصاری
- رساله وحدت وجود
- شذراتی در جبر و اختیار
- حاشیهٔ استدلالی بر العروةالوثقی
- حاشیه بر المکاسب
- حاشیه بر اسفار ملاصدرا
- حول القرآن الکریم
- حاشیه بر منظومهٔ سبزواری
- منظومه‌ای در فلسفهٔ الٰهی